# سیارک ۱۶۲۲۲
سیارک ۱۶۲۲۲ (به انگلیسی: 16222 Donnanderson، نامگذاری:2000DK55) شانزده هزار و دویست و بیست و دومین سیارک کشف شده‌است که در ۲۹ فوریه ۲۰۰۰ کشف شد.
قدر مطلق سیارک برابر ۷.۴ است.